# Сётё
Сётё (яп. 正長 сё:тё:, истинный путь) — девиз правления (нэнго) японских императоров Сёко и Го-Ханадзоно, использовавшийся с 1428 по 1429 год .

## Продолжительность
Начало и конец эры:
- 27-й день 4-й луны 35-го года Оэй (по юлианскому календарю — 10 июня 1428);
- 5-й день 9-й луны 2-го года Сётё (по юлианскому календарю — 3 октября 1429).

## Происхождение
Название нэнго было заимствовано из классического древнекитайского сочинения «Ли цзи чжэн-и» (кит. 礼記正義, пиньинь Lǐ jì zhèngyì, буквально: «Правильный смысл „Записок о благопристойности“»):「在位之君子、威儀不差、可以正長是四方之国」.

## События
даты по юлианскому календарю
- 1428 год (1-й год Сётё) — в стране свирепствует эпидемия; согласно записи за 1-й день 1-й луны 2-го года Сётё (4 февраля 1429 года), «невозможно сосчитать число умерших»[6];
- 3 февраля 1428 года (18-й день 1-й луны 1-го года Сётё) — скончался сёгун Асикага Ёсимоти[7];
- август 1428 года (7-я луна 1-го года Сётё) — восстание сельских жителей годов Сётё (яп. 正長の土一揆 сё:тё: но до икки) — крестьянские бунты против ростовщиков[6]. Возникнув в провинции Оми, они распространились на центральный район страны (Сакамото, Оцу, Киото, Нара) и далее — на, более отдаленные провинции страны[8]. Согласно записи в «Мансай дзюго никки» за 18-й день 9-й луны 1-го года Сётё (26 октября 1428 года)[6]:

Сегодня на рассвете податные крестьяне и им подобные (дзигэнин), потребовав отмены задолженности во владениях храма Дайгодзи взбунтовались. Все долговые расписки изъяли и сожгли. В итоге [нынешнее] восстание с требованием отмены задолженности распространилось из Го:сю.
- 30 августа 1428 года (20-й день 7-й луны 1-го года Сётё) — в возрасте 27 лет скончался император Сёко[9];
- 7 сентября 1428 (29-й день 7-й луны 1-го года Сётё) — на престол взошёл новый 10-летний император Го-Ханадзоно[10];
- 14 декабря 1428 года (8-й день 11-й луны 1-го года Сётё) — отряды сельских жителей ворвались в центр столицы[6];
- 24 декабря 1428 года — правительство пошло на уступки бунтовщикам и издало указ о списании задолженности[8];

## Сравнительная таблица
Ниже представлена таблица соответствия японского традиционного и европейского летосчисления. В скобках к номеру года японской эры указано название соответствующего года из 60-летнего цикла китайской системы гань-чжи. Японские месяцы традиционно названы лунами.
| 1-й год Сётё (Земляная Обезьяна) | 1-я луна       | 2-я луна*  | 3-я луна | 3-я луна (високосная) | 4-я луна* | 5-я луна | 6-я луна* | 7-я луна   | 8-я луна*   | 9-я луна   | 10-я луна* | 11-я луна* | 12-я луна     |
| -------------------------------- | -------------- | ---------- | -------- | --------------------- | --------- | -------- | --------- | ---------- | ----------- | ---------- | ---------- | ---------- | ------------- |
| Юлианский календарь              | 17 января 1428 | 16 февраля | 16 марта | 15 апреля             | 15 мая    | 13 июня  | 13 июля   | 11 августа | 10 сентября | 9 октября  | 8 ноября   | 7 декабря  | 5 января 1429 |
| 2-й год Сётё (Земляной Петух)    | 1-я луна       | 2-я луна*  | 3-я луна | 4-я луна*             | 5-я луна  | 6-я луна | 7-я луна* | 8-я луна   | 9-я луна*   | 10-я луна  | 11-я луна* | 12-я луна  |               |
| Юлианский календарь              | 4 февраля 1429 | 6 марта    | 4 апреля | 4 мая                 | 2 июня    | 2 июля   | 1 августа | 30 августа | 29 сентября | 28 октября | 27 ноября  | 26 декабря |               |

* звёздочкой отмечены короткие месяцы (луны) продолжительностью 29 дней. Остальные месяцы длятся 30 дней.